# Daniel Dimitrov
Daniel Dimitrov (in bulgaro Даниел Димитров?; Dimitrovgrad, 15 maggio 1967) è un ex cestista bulgaro.

## Carriera
Con la Bulgaria ha disputato due edizioni dei Campionati europei (1991, 1993).